# Лауро, Антонио
Антонио Лауро (3 августа 1917 — 18 апреля 1986) — венесуэльский музыкант, один из выдающихся композиторов-гитаристов Южной Америки в XX веке.

## Биография
Антонио Лауро родился в Венесуэле, городе Ангостура. Его отец Антонио Лауро Вентура, итальянский иммигрант, парикмахер, умел петь и играть на гитаре, чему учил и своего сына. Отец скончался рано, когда Антонио был ещё ребёнком. После его смерти семья переехала в Каракас. Там Лауро брал уроки игры на фортепиано и композиции в "Academia de Música y Declamacion", где одним из его учителей был композитор Висенте Эмилио Сохо (1887-1974). Концерт Агустина Барриоса, прошедший в 1932 году  в Каракасе, так впечатлил юного Лауро, что побудил его забросить скрипку и пианино и полностью переключиться на гитару, которую он на тот момент уже освоил. С 1933 года Лауро учился у Рауля Борхеса (1888-1967) и познакомился с классическим гитарным репертуаром. В следующем десятилетии учениками Борхеса были Родриго Риера, Хосе Рафаэль Сиснерос и Алирио Диас. Впоследствии они, в особенности Диас, открыли миру работы Лауро, представив их в частности таким музыкантам, как Андрес Сеговия, Лео Брауэр и Джон Уильямс.
Как многие южноамериканские деятели искусства того поколения, Лауро был убежденным пропагандистом родной культуры, решительно прославлявшим национальное музыкальное наследие. Как член коллектива "Trio Cantores del Trópico" в 1935-1943 годах, в турне по ближнему зарубежью он представлял венесуэльскую музыку. Лауро особенно привлекало множество венесуэльских вальсов (valses venezolanos), сочинённых в предыдущем столетии Рамоном Дельгадо Паласиосом (1867-1902) и другими композиторами.  Неизменно мелодичные, с характерным синкопированием (порождаемым гемиолой, преобразующей два такта с размером 3/4 в один такт с размером 3/2), эти вальсы представляли как раз такой "сырой" фольклорный материал, который европейские композиторы, такие как Сметана, Барток или Гранадос, подняли на уровень национальной музыки.
Выдающийся пианист Эвенсио Кастельянос (1914-1984), у которого была концертная программа, полностью состоящая из венесуэльских вальсов, убедил Лауро дополнить её гитарными композициями. Среди первых его работ в этом жанре были пьесы, написанные между 1938 и 1940 годами, позднее ставшие известными как "Татьяна", "Андрейна" и "Наталия". Они мгновенно стали популярными, что вдохновило Лауро на продолжение работы в этом направлении. Помимо гитарных пьес, Лауро написал ряд произведений для оркестра, хора, фортепиано и скрипки, многие из которых остались неопубликованными. Он иногда экспериментировал с современными композиторскими техниками, но большая часть его гитарной музыки создана в рамках традиционного классико-романтического музыкального языка.
Лауро был убежденным поборником демократии и активно участвовал в политической деятельности. В период правления военной хунты Маркоса Переса Хименеса в 1951-1952 годах он находился в тюремном заключении. Впоследствии он с иронией говорил, что для венесуэльца его поколения тюрьма была нормальной частью биографии.
В 50-х годах композиции Лауро были опубликованы, записаны и представлены по всему миру, а его вклад в национальную музыкальную культуру стал общепризнанным. Лауро был назначен профессором гитарного направления в различных музыкальных учебных заведениях, включая консерваторию имени Хуна Хосе Ландаэта, а также президентом Венесуэльского симфонического оркестра. Он неизменно утверждал, что является в большей степени композитором, чем исполнителем, однако друзьям всё же удалось уговорить его предпринять концертный тур в качестве гитариста. Этот тур начался в Венесуэле и триумфально завершился в 1980 году в лондонском Вигмор-Холле. Незадолго до его смерти в Каракасе в 1986 году, он был награжден Национальной музыкальной премией, высшей музыкальной наградой своей страны.

## Избранные произведения
- Seis por derecho: Joropo
- María Carolina
- El Marabino
- Natalia
- Suite Venezolana
- Angostura
- Maria Luisa
- Nelly
- 4 Valses venezolanos
- El Negrito
- Triptico